# Seth Martínez
Seth Martínez (Peoria, Arizona, 29 de agosto de 1994) es un jugador profesional estadounidense de béisbol que se desempeña en la posición de lanzador en Houston Astros, equipo de las Grandes Ligas de Béisbol (MLB).

## Carrera
Fue seleccionado en la 17.ª ronda en el Draft de la MLB de 2016. En 2021 hizo su debut profesional con el equipo Houston Astros, donde lleva jugando cuatro temporadas.